# سیماکوتا
سیماکوتا (انگلیسی: Simacota) یک منطقه مسکونی در کشور کلمبیا است.